# سیارک ۱۹۴۶۵
سیارک ۱۹۴۶۵ (به انگلیسی: 19465 Amandarusso، نامگذاری:1998HA32) نوزده هزار و چهارصد و شصت و پنجمین سیارک کشف شده‌است که در ۲۰ آوریل ۱۹۹۸ کشف شد.
قدر مطلق سیارک برابر ۹.۸ است.